# Punta de Ràfols
La Punta de Ràfols és una muntanya de 653 metres que es troba entre els municipis de Tarrés i Vinaixa, a la comarca de les Garrigues.